# Grenzprodukt

Grenzertrag (grüne Linie): Zunächst nimmt der zusätzliche Nutzen jeder neuen Einheit zu, ebbt dann irgendwann ab und wird bei übermäßigem Einsatz negativ

Ein Grenzprodukt (auch Grenzertrag oder Grenzproduktivität) ist in der neoklassischen Produktionstheorie der Zuwachs des Ertrags (oder des Nutzens, vgl. dazu Grenznutzen), der durch den Einsatz einer jeweils weiteren Einheit eines Produktionsfaktors erzielt wird.

## Allgemeines
Die Wirtschaftswissenschaften kennen viele Komposita wie Grenzkosten, Grenznutzen, Grenzpreis, Grenzertrag oder Grenzprodukt, denen gemeinsam ist, dass es um den Zuwachs geht, der durch den Einsatz einer weiteren Einheit einer ökonomischen Größe erzielt oder aufgewendet wird. Das ist auch beim Grenzprodukt der Fall, dem von einem zusätzlichen Einsatz einer infinitesimal kleinsten Einheit eines Produktionsfaktors ausgelösten Ertragszuwachs (englisch output).

## Ermittlung
Mathematisch ausgedrückt handelt es sich um die Ableitung einer Funktion, z. B. der Produktionsfunktion (vgl. ähnliche Konzepte für Kosten- oder Nutzenfunktionen, siehe Grenzkosten und Grenznutzen).
Im neoklassischen Teil des Ertragsgesetzes nimmt der Grenzertrag eines Produktionsfaktors unter sonst gleichen Bedingungen (ceteris paribus) stetig ab (Abb. Phase 2 und 3). In der Cobb-Douglas-Produktionsfunktion ist das Grenzprodukt eines variablen Faktors immer positiv, aber kontinuierlich fallend.

## Beispiel
Jemand bewirtschaftet eine Ackerfläche, wobei unterschiedliche Produktionsfaktoren wie Boden, Arbeit und Produktionsmittel (wie Saatgut und Dünger) eingesetzt werden. Erhöht er nun den Faktor Dünger, steigt zunächst der Ertrag (Menge des Ernteguts pro Fläche), der Grenzertrag des Düngers ist also positiv. Setzt er nun immer mehr Dünger ein, so stellt er fest, dass das Pflanzenwachstum nicht beliebig steigerbar ist: das Grenzprodukt (= der zusätzliche Ertrag) wird stetig geringer. Bei Überdüngung sinkt der Ertrag des Ernteguts pro Fläche sogar wieder, was dann zu einem negativen Grenzertrag des Düngers führt (extreme Überdüngung kann bis hin zum Totalausfall der angebauten Frucht führen). Dem liegt das auf die Physiokraten zurückgehende Gesetz vom abnehmenden Ertragszuwachs zugrunde.
Negative Grenzerträge treten also auf, weil ein Faktor in ein immer größeres Missverhältnis zu den anderen Faktoren gerät.